# فرهنگ رایج در کشورهای عربی خلیج فارس
فرهنگ خلیجی به تمایلات و روحیه اجتماعی، و فرهنگی و اقتصادی رایج در کشورهای عربی خلیج‌فارس گفته می‌شود.

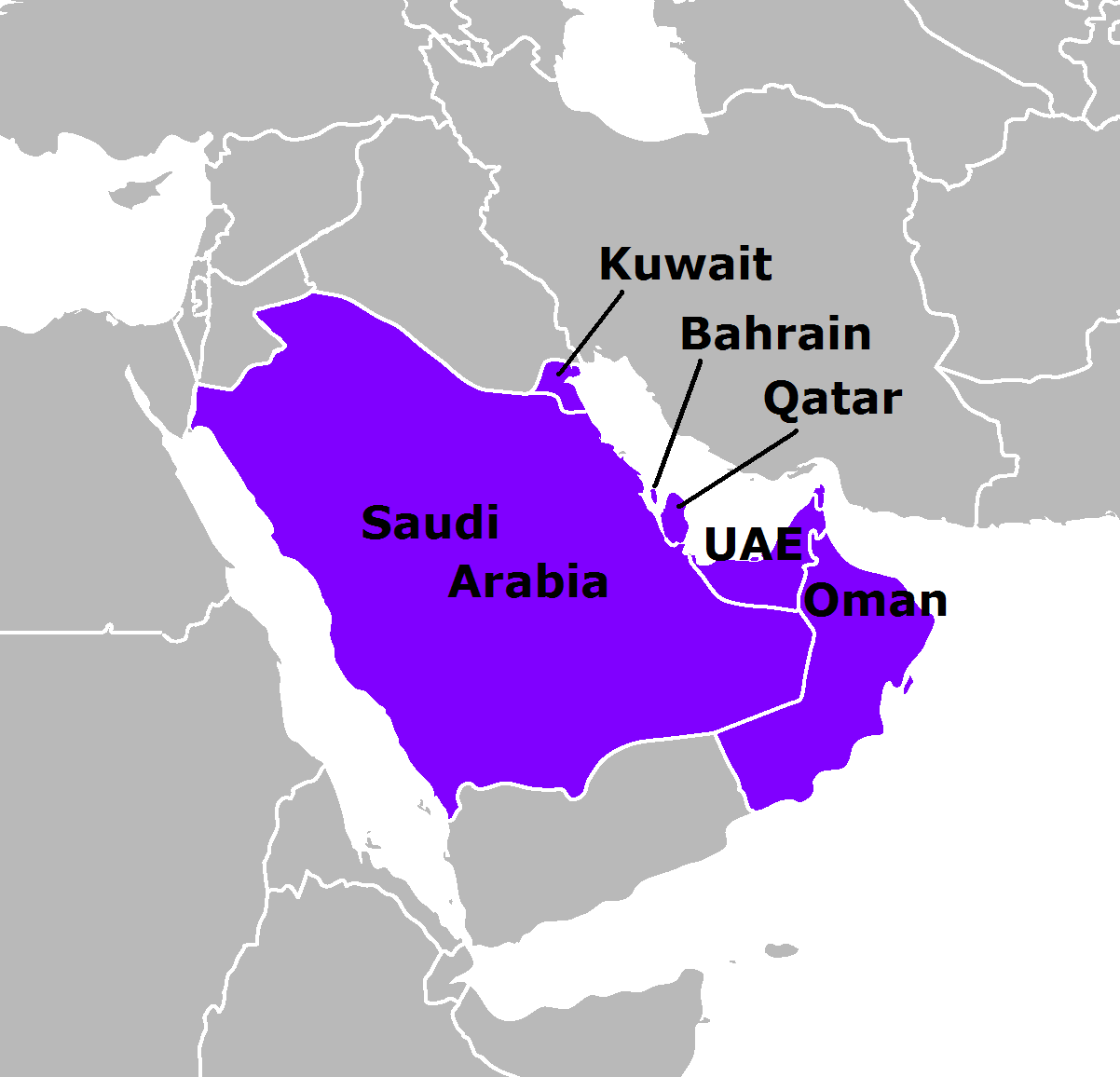
کشورهای خلیج

## تشابهات و تمایزات فرهنگی
علاوه بر اشتراک دینی و فرهنگ برگرفته از اسلام، برخی روابط قبیله‌ای و زبانی گوناگون در میان کشورهای عربی خلیج‌فارس وجود دارد که آنها را از فرهنگ مردمان ایرانی جدا می‌کند. عرب‌ها بخشی از مسائل فرهنگی و آداب اجتماعی خود را از هندی‌ها - فارس‌ها و شمال آفریقا گرفته‌اند.
همچنین گروه‌های قابل توجهی از مردم اچمی از دیرباز در کشورهای جنوبی خلیج‌فارس از جمله کویت، بحرین، قطر، امارات متحدهٔ عربی، عمان، شرق عربستان زیسته‌اند و فرهنگی در هم‌تنیده ایجاد کرده‌اند.

## کشورها
فرهنگ کشورهای عربی خلیج‌فارس بیشتر به فرهنگ کشورهای زیر گفته می‌شود:

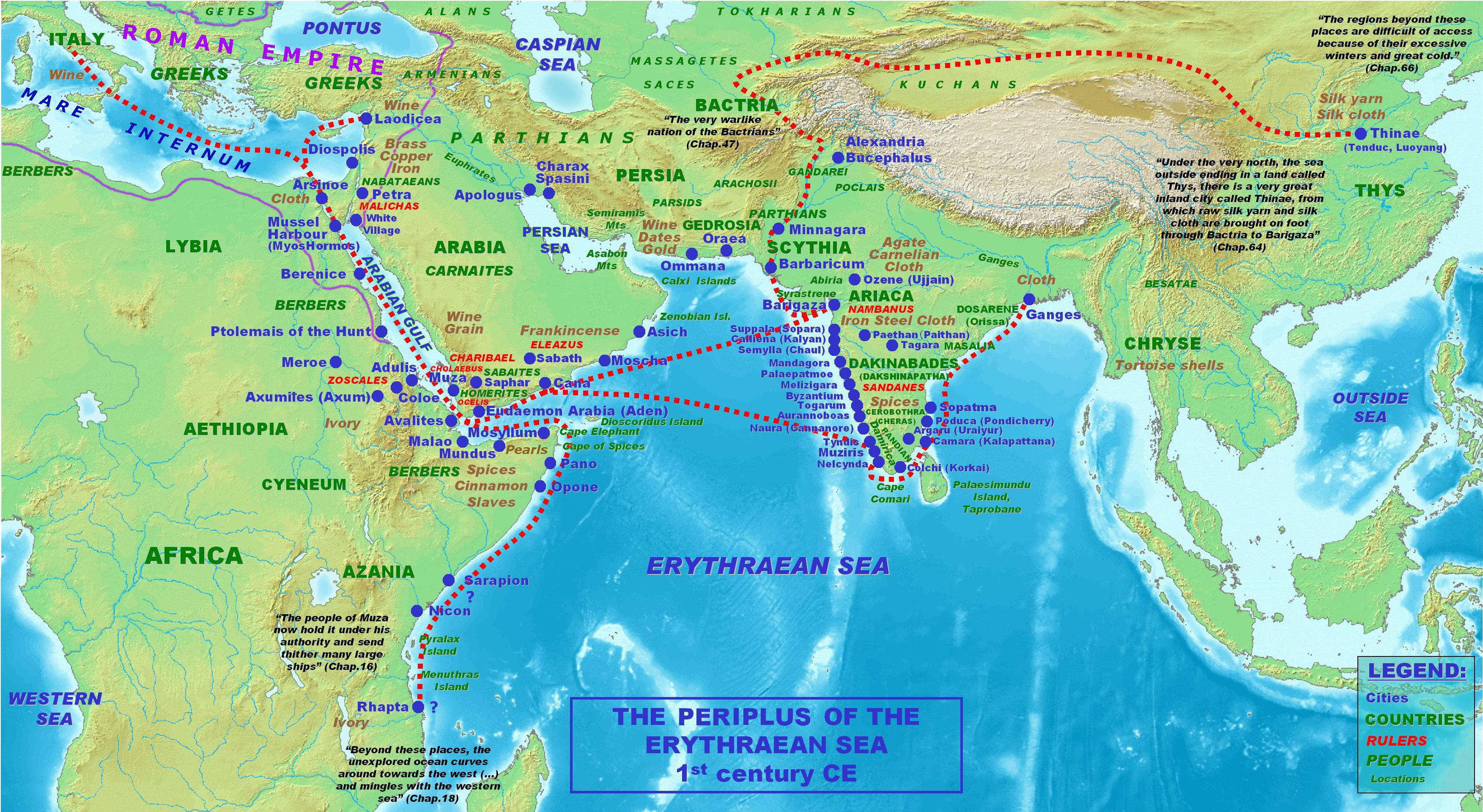
خلیج و جهان عرب

1. عربستان
2. کویت
3. قطر
4. امارات
5. بحرین
6. عمان
7. تا حدودی عراق

## ویژگی‌ها
کشورهای عربی خلیج فارس همگی در چهار ویژگی، مشترک هستند:
1. درآمد سرشار و انبوه از طلای سیاه نفت خام و گاز طبیعی
2. جمعیت انبوه غیر بومی
3. رشد اقتصادی سریع
4. گرفتاری‌هایی در رابطه با حقوق زنان

## فرهنگ
فرهنگ مردم منطقه خلیج فارس را معمولاً «فرهنگ خلیجی» می‌نامند. موسیقی خلیجی، لباس خلیجی و فرهنگ خلیجی تا حدود زیادی از فرهنگ مردم عرب شمال آفریقا و عراق متمایز است.

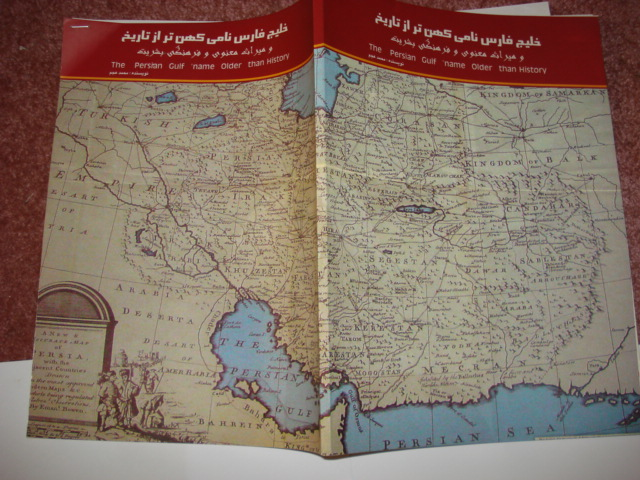
منطقه خلیج فارس

## موسیقی
- صوت (موسیقی)
- لفجری
- یوله (رقص)
- معلایه
- خلیج (موسیقی)
- سامری (موسیقی)
- فن طنبوره
- لیوه (موسیقی)

## زبان و ادبیات

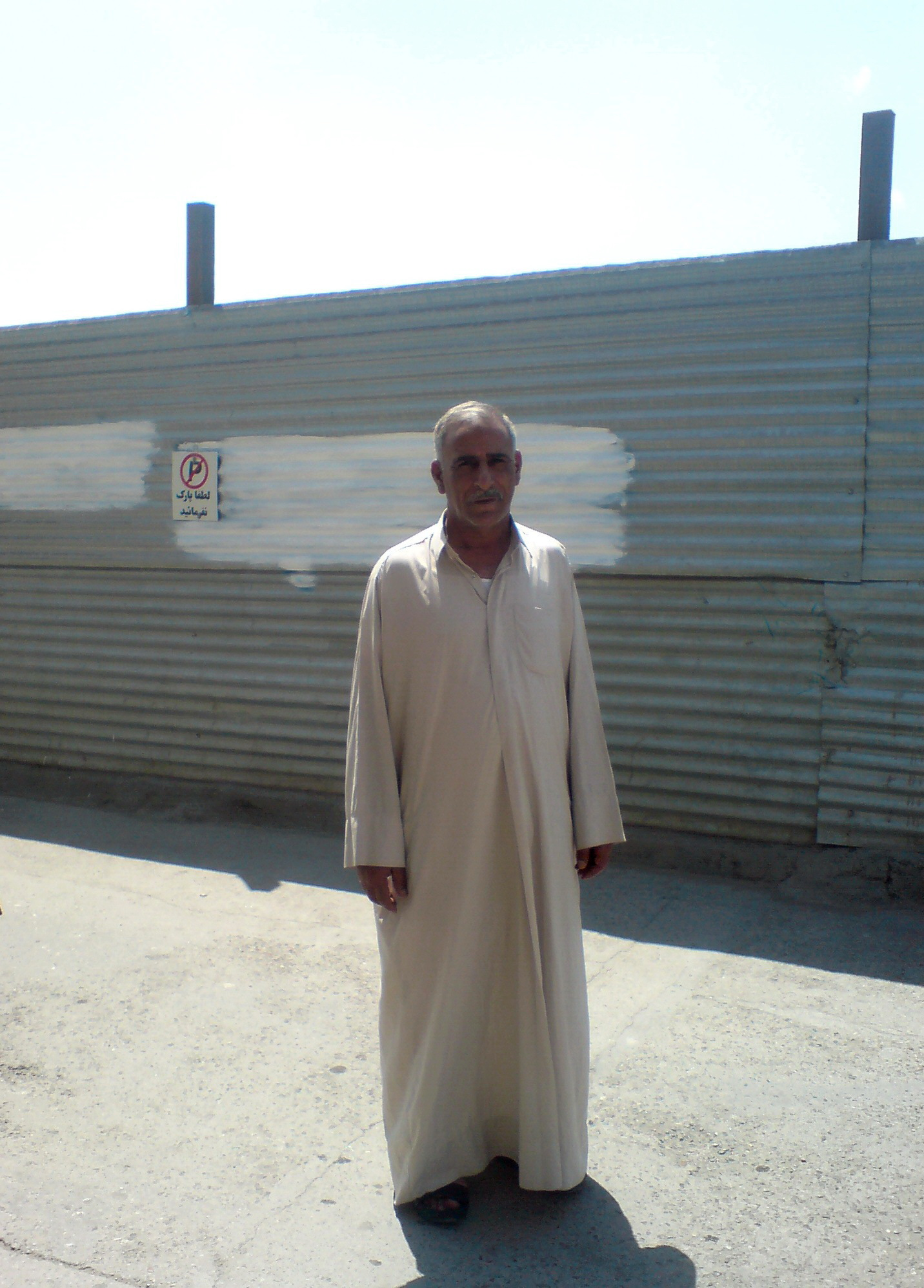
یک مرد عرب با دشداشه.

- عربی خلیجی
- عربی بحرانی
- زبان اچمی

## خوراک
در خانواده‌های سلطنتی و متمول کشورهای عربی حاشیه خلیج‌فارس، رسمی در حضور میهمان در هنگام صرف غذا عمومیت دارد مبنی برآوردن سینی‌های مختلف و پیاپی از غذاهای متنوع عربی تا هنگامی که میهمانان کاملاً سیر شوند.
- کبسه
- مندی (خوراک)
- مهوه
- هریس (خوراک)

## لباس
لباس سنتی عرب‌ها دشداشه است با توجه به هوای گرم شبه جزیره عربی عربها جوراب نمی‌پوشند و جوراب پوشیدن جزو سنتهای عربی نبوده‌است. کفش عربها نیز متناسب با جغرافیای منطقه گرم است.

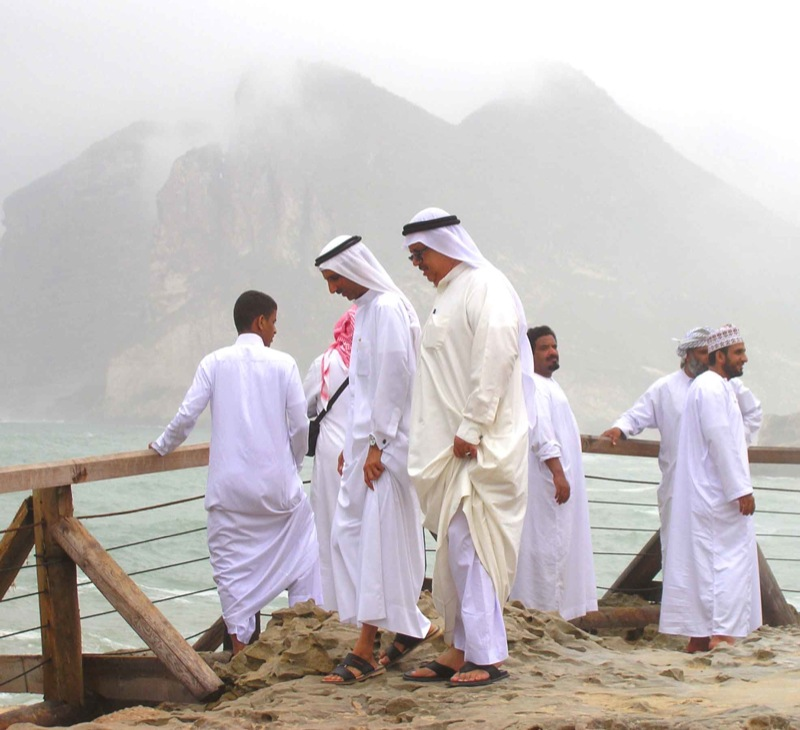
مردان دشداشه در عمان

- دشداشه
- بشت (پوشاک)
- چفیه
- عقال

## چیزهای دیگر
- مجمره
- بخور
- عبره (قایق)
- جهاز (دریایی)
- دوانیا (که با نام مجلس (مکان) نیز شناخته می‌شود)
- بادگیر
- گرگیعان